# Tokkyo-chō

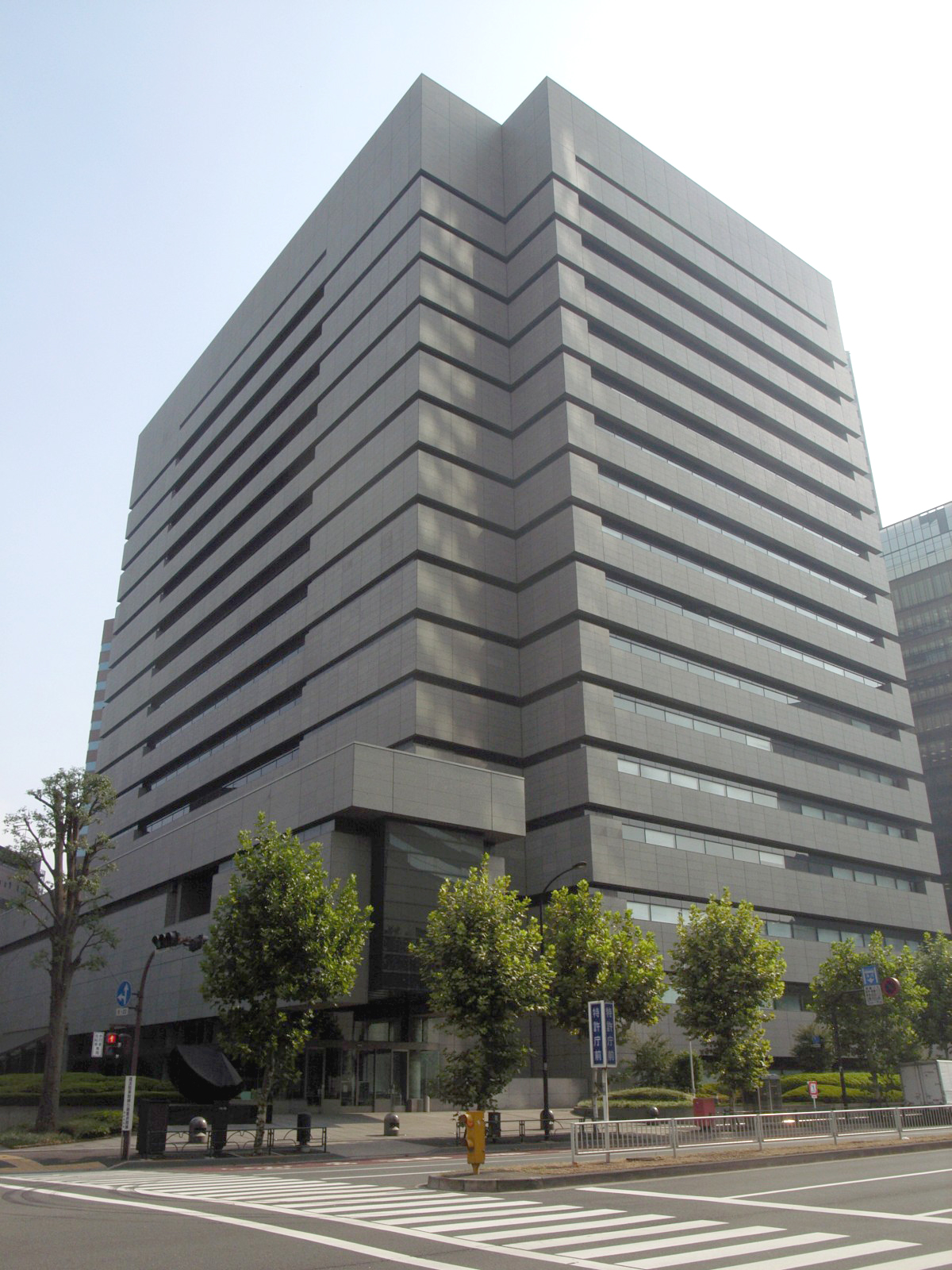
Die Zentrale des Tokkyo-chō im Stadtteil Kasumigaseki im Tokioer Bezirk Chiyoda (2007).

Das Tokkyo-chō (jap. 特許庁, dt. „Patentamt“; engl. Japan Patent Office, JPO) ist eine dem METI unterstellte Behörde, die für die Etablierung von geistigen Eigentumsrechten verantwortlich ist. Das JPO befindet sich in Kasumigaseki (Chiyoda, Tokyo) und ist eines der weltweit größten Patentämter.